# El príncep de les tenebres: L'autèntica història de Dràcula
El príncep de les tenebres: L'autèntica història de Dràcula  (títol original: Dark prince: The true story of Dracula) és una pel·lícula estatunidenca de l'any 2000 feta per a la televisió, dirigida per Joe Chapelle i protagonitzada per Rudolf Martin, Jane March i Peter Weller. Està basada en la història real de Vlad Țepeș, també conegut com a Vlad Dràcula. Ha estat doblada al català.

## Argument
El príncep Vlad de Romania i el seu germà petit, el príncep Radu, són segrestats pel Sultà turc, Mohammed. Després d'un llarg temps retinguts (durant el qual el Sultà estableix una relació especial amb Radú), Vlad: alliberat i en llibertat coneix a la seva futura esposa Lidia. També realitza al mateix temps una promesa: venjar la mort del seu pare, que va ser assassinat i enterrat viu durant el seu segrest, alliberar al seu país de la dominació turca otomana i alliberar al seu germà. Per aconseguir-ho destrueix per començar el poder de l'alta noblesa al seu país, que té sotmès el país al seu capritx i a qui a m: culpa del que li va passar al seu pare; després combat als turcs otomans usant en tots dos casos mètodes despietats com l'empalament. No obstant això els seus mètodes fan embogir la seva esposa Lidia, que es suïcida, mentre que les circumstàncies i la influència causada pel Sultà sobre Radu portaran a Vlad també a haver de lluitar contra el seu propi germà per recuperar el seu regne. Addicionalment l'Església ortodoxa liderada pel pare Stefan, recelosa per l'aliança que Vlad ha fet amb el rei catòlic d'Hongria per aconseguir els seus propòsits, també es torna contra el.

## Repartiment
- Rudolf Martin: Príncep Vlad Dràcula.
- Jane March: la Princesa Lidia.
- Christopher Brand: Bruno.
- Peter Weller: Pare Stefan.
- Roger Daltrey: Rei Janos d'Hongria.
- Michael Sutton: Radu.
- Razvan Vasilescu: Aron.
- Radu Amzulescu: l'Inquisidor.
- Maia Morgenstern: la dona de la font.
- Claudiu Bleont: Sultà Mohamed
- Claudiu Trandafir: Príncep Karl.
- Dan Bordeianu: Príncep Vlad III amb 18 anys.
- Victor Ungureanu: Príncep Vlad III amb 8 anys.
- Dan Badarau: pare del Príncep Vlad Dràcula.
- Sebastian Lupea: Príncep Vlad Dràcula de jove.